# Коди Рамакришна
Коди Рамакришна (телугу కోడి రామకృష్ణ; 23 июля 1949, Палаколлу, Мадрасское президентство — 22 февраля 2019, Хайдарабад) — индийский кинорежиссёр
. За три десятилетия карьеры в кино он снял порядка 130 фильмов, главным образом, на телугу.

## Биография
Родился 23 июля 1949 года в городе Палаколлу (ныне в штате Андхра-Прадеш).
После получения высшего образования решил попытать счастья в киноиндустрии. Свою карьеру в кино начал на съёмках фильма Korikale Gurralayite? (1979) в должности помощника режиссёра Дасари Нараяна Рао, который был его земляком.
В 1982 году Рамакришна поставил свой дебютный фильм Intlo Ramayya Veedhilo Krishnayya с Чирандживи в главной роли. Он также уговорил автора диалогов Голлапуди Марути Рао сыграть антагониста. Хотя официальный гонорар режиссёра составил всего 100 рупий, все его расходы во время съёмок были оплачены продюсером фильма. Картина стала блокбастером, а наибольшее время её проката в отдельном кинотеатре достигло 525 дней. Другой фильм Рамакришны Tarangini того же года также имел успех и шёл в кинотеатрах в течение 365 дней.
В следующем году во время съёмок Rangula Puli режиссёр встретил молодую актрису, игравшую одну из второстепенных ролей и, сделав ей предложение, женился.
Режиссёр продолжил серию успешных кинолент в различных жанрах, таких как социальные драмы, сверхъестественные триллеры, семейные и религиозные фильмы. Он снимал около 15 кинолент в год и работал практически со всеми актёрами в отрасли. При этом съёмки трёх его фильмов с участием актёра Балакришны, Mangamma Gari Manavadu (1984), Muddula Krishnayya (1986) and Muddula Mavayya (1989), длились около года, а производство Mapallelo Gopaludu (1985) с Арджуном Сарджа в главной роли заняло 367 дней. Всего за более чем три десятилетия своей карьеры Рамакришна создал более 100 фильмов на телугу, тамильском, малаялам, каннада и хинди. В их числе Mukkupudaka (1983), Thalmbralu (1986), Srinivasa Kalyanam (1987), Ahuthi (1988), 20va Shatabdam (1990), Bharat Bandh (1991), Sathruvu (1991), Police Brothers (1992), Pelli (1997), Devullu (2000), Devi Putrudu (2001), Anji (2004) и Puttintiki Ra Chelli (2004). Его поздние фильмы, Ammoru (1995), Devi (1999) и «Арундати» (2009), известны высококачественными визуальными эффектами. Его последний фильм Nagarahavu, эпическое фэнтези на каннада, был выпущен в 2016 году. Его заслуги в кинематографе на телугу были отмечены премией имени Рагхупати Венкайи.
Рамакришна также снялся в нескольких своих фильмах, таких как Inti Donga (1987), Aasti Mooredu Aasha Baaredu (1995) и Dongaata (1997). Его роль полицейского в боевике Ankusam (1989) до сих пор вдохновляет зрителей.
Скончался 22 февраля 2019 года из-за инфекции лёгких в частной больнице Хайдарабада в возрасте 69 лет. У него остались жена Падма и две дочери: Дипти и Праваллика.